# لئون دوم (بیزانس)
لئوی دوم (به لاتین: Flavius Leo Iunior Augustus) (زادهٔ پیرامون ۴۶۷ میلادی - درگذشتهٔ ۱۰ یا ۱۷ نوامبر ۴۷۴) امپراتور روم شرقی برای چند ماه در ۴۷۴ بود.

## زندگی
لئوی دوم نوهٔ لئوی یکم، امپراتور وقت روم شرقی و پسر داماداش زنو بود. هنگامی که پدربزرگش بیمار شد به فکر انتخاب جانشینی برای خود افتاد. از آنجا که زنو، ایساوریایی و در بین مردم نامحبوب بود تصمیم گرفت تا نوه‌اش را به جانشینی خود برگزیند. او درابتدا عنوان سزار را به لئوی دوم اعطا نمود و او را به امپراتوری مشترک با خود برگزید و سپس او را هنگامی که ۵ یا ۶ سال بیشتر نداشت به آگوستوسی ارتقاء مقام داد. پس از آنکه لئوی یکم در ۱۸ ژانویه یا سوم فوریه ۴۷۴ درگذشت، لئوی دوم به امپراتوری روم شرقی و پدرش به امپراتوری مشترک با او رسید.
اما دوران حکومت او بیشتر از چند ماه طول نکشید و لئوی دوم به مرگ طبیعی در نوامبر همان سال درگذشت. با مرگ او تاج و تخت پادشاهی به پدرش زنو و مادرش آریادنه رسید.